# Michel Tremblay
Pour les articles homonymes, voir Tremblay et Michel Tremblay (homonymie).
Michel Tremblay, né le 25 juin 1942 à Montréal, est un dramaturge, romancier et scénariste québécois.
Il est aussi conteur, traducteur, adaptateur, scénariste de films et de pièces de théâtre, ainsi que parolier pour  Pauline Julien, Renée Claude et Monique Leyrac. L'utilisation inédite et originale qu'il fait du parler populaire québécois marque définitivement le paysage théâtral, si bien que le français québécois, plus précisément le joual, une variation du français québécois, qui lui est rattaché, est aussi désigné sous la périphrase « la langue de Tremblay » et l'auteur lui-même souvent qualifié d'« écrivain national ».

## Biographie
Michel Tremblay vit sa jeunesse dans un appartement de sept pièces du quartier Plateau Mont-Royal de Montréal avec trois familles totalisant douze personnes. Considérant avoir eu une enfance heureuse, il grandit dans un milieu principalement féminin. Le milieu culturel dans lequel il se développe, ses proches et le quartier du Plateau-Mont-Royal seront les sources de son œuvre à venir. L'origine modeste de Tremblay et son homosexualité marqueront aussi la forme que prendront ses récits,. En 1960, il écrit en secret une pièce de théâtre nommée Le Train. En 1964, Radio-Canada annonça le Concours des Jeunes Auteurs, Tremblay soumit cette œuvre et gagna le 1er prix.
Sa mère adore les livres et lui transmet ce goût. Tremblay le mentionne dans le roman La grosse femme d'à côté est enceinte (1978), dans le roman Un ange cornu avec des ailes de tôle (1994) et, de nouveau, dans la pièce Encore une fois, si vous permettez (1998), où il se met lui-même en scène en train d'écouter les histoires et les questionnements de sa propre mère sur les romans qu'elle lit. En 2007, dans le roman La Traversée du continent, il raconte l'enfance de sa mère et son long voyage entre la Saskatchewan et le Québec.
Il est membre d'honneur de l'Union des écrivaines et des écrivains québécois.

## Thématique et esthétique
Michel Tremblay a écrit 28 pièces de théâtre, 32 romans, dont un de science-fiction intitulé La Cité dans l'œuf, 4 recueils de récits autobiographiques, 1 recueil de contes fantastiques, 7 scénarios pour le cinéma ou la télévision, 39 adaptations traduites, 1 livret d'opéra, 2 comédies musicales et les paroles d'une douzaine de chansons. Bien qu'il s'inspire largement de sa vie dans ses écrits, Tremblay affirme détester le genre autobiographique. Certains de ses textes, comme Les Vues animées, contournent ainsi l’autobiographie tout en présentant une mise en scène de sa propre figure d’auteur.
La deuxième pièce de Tremblay, Les Belles-sœurs, écrite en 1965 et jouée pour la première fois sur scène au Théâtre du Rideau Vert le 28 août 1968 cause un gros scandale. Son impact est énorme, car elle fracasse le carcan des principes du théâtre canadien-français, souvent bourgeois, élitiste, tourné vers les classiques français et conforme à la morale religieuse catholique importante durant le règne de Maurice Duplessis. Plus que Gratien Gélinas ou Marcel Dubé en leur temps, Tremblay intègre de façon franche le dialecte québécois (le « joual ») dans ses pièces, ainsi qu'un humour basé sur le grotesque et la caricature, chose qui est encore rare dans la dramaturgie québécoise des années 1960. Sa peinture de la vie de femmes de la classe ouvrière québécoise, de travestis, d'homosexuels, de schizophrènes constitue en outre des thèmes oubliés ou condamnés, qui choque une partie du public et de la critique.
Michel Tremblay profite ainsi de l'élan du renouveau social et culturel amorcé par la Révolution tranquille que connaît le Québec des années 1960 pour imposer cette nouvelle forme de dramaturgie qui brise les valeurs prônées précédemment et jugées « dépassées ». Ce renouveau sera bien entendu un ferment du nationalisme québécois – dont il se revendique politiquement, soutenant le Parti québécois, le référendum d'indépendance de 1980 et celui de 1995 – et porte aussi un regard à la fois critique et attendri sur les individus du petit peuple ouvrier, sur leur sort et leur vie quotidienne conformément à la pensée libérale en pleine effervescence. En cela, Michel Tremblay se rapproche du romancier et dramaturge ukrainien Gogol. Ce parallèle n'est pas vain, puisque Tremblay a donné avec Le Gars de Québec, une version québécoise de la pièce Le Revizor du dramaturge russe du XIXe siècle.
Tremblay ne cache pas dans ses œuvres son regard sur la société québécoise qu'il considère comme une société ouvrière dominée par l'Église catholique et sa morale contraignante (À toi, pour toujours, ta Marie-Lou) ou par une élite anglophone et bourgeoise comme en témoigne, de manière métaphorique la fin de la pièce Les Belles-sœurs. Cette réflexion aura une portée considérable autant sur l'identité québécoise que sur le mouvement indépendantiste québécois.
Selon la journaliste et auteure Denise Bombardier, « Michel Tremblay fut récupéré lui-même par les tenants du joual bien que ce ne fût jamais l'intention de ce talentueux dramaturge de faire l'apologie de ce parler. Il dut défendre le joual pour défendre sa pièce Les Belles-Sœurs qui subissait du même coup les attaques des adversaires du joual ».
Dans les années 1970, Michel Tremblay publie les Chroniques du Plateau Mont-Royal, une série de six romans qui s'ouvre avec La grosse femme d'à côté est enceinte (1978) et se poursuit avec, notamment, Thérèse et Pierrette à l'école des Saints-Anges (1980) et La Duchesse et le Roturier (1982). Multipliant les liens avec les pièces déjà écrites, puisque bon nombre de personnages s'y retrouvent, ce cycle romanesque poursuit la description du quartier du Plateau-Mont-Royal qui était à l'époque celui de la classe ouvrière montréalaise.
Dans les années 1980, il écrit Albertine, en cinq temps, pièce majeure qui marque un pas décisif dans sa recherche dramaturgique. Cette pièce présente Albertine, personnage déjà présent dans la pièce En pièces détachées, en dialogue avec elle-même à cinq différentes époques de son existence. Le roman C't'à ton tour, Laura Cadieux, d'une veine plus nettement humoristique, est porté à l'écran par la metteuse en scène et comédienne Denise Filiatrault. Une série télévisée Le Petit monde de Laura Cadieux en est ensuite tirée.
À partir de 1991, Michel Tremblay acquiert une maison à Key West en Floride où il réside six mois par an durant l'hiver et où il écrit dès lors l'essentiel de son œuvre. Ce choix de la Caraïbe – sur les traces d'autres grands auteurs nord-américains tels qu'Ernest Hemingway ou Tennessee Williams – est aussi lié à l'esprit underground et alternatif de cette ville atypique des États-Unis, où la communauté gay et l'esprit libertaire sont historiquement très présents.
Après avoir signé quelques scénarios pour le cinéma, Michel Tremblay travaille à l'écriture de la série télévisée Le Cœur découvert, tirée du roman homonyme, qui a pour sujet la vie d'un couple homosexuel au Québec. La série est diffusée en 2003, à heures de grande écoute, par le réseau de télévision francophone Radio-Canada.
Il collabore à plusieurs reprises avec le metteur en scène André Brassard des Belles-Sœurs, et il accorde dans plusieurs de ses pièces un rôle à la comédienne Rita Lafontaine, et ce depuis sa toute première. Des metteurs en scène québécois de renom ont monté ses pièces, notamment René Richard Cyr et Denise Filiatrault.
En 2006, il remporte le Grand Prix Metropolis bleu pour l'ensemble de son œuvre.
En 2017, le Prix Prince-Pierre-de-Monaco et le Prix Gilles-Corbeil lui sont décernés pour l'ensemble de son œuvre,.
En 2018, il remporte le Grand Prix de la Francophonie 2018, décerné par l'Académie française, pour avoir contribué de façon remarquable au maintien et au rayonnement de la langue française.
Ses personnages sont tellement foisonnants qu'un dictionnaire a été édité : L'Univers de Michel Tremblay : le dictionnaire des personnages, rédigé par Jean-Marc Barrette et Serge Bergeron (Presses de l'Université de Montréal en 1996, édition mise à jour et enrichie à l'automne 2014 chez Léméac).

### Homosexualité
L'homosexualité est un thème présent dès le premier roman de Michel Tremblay Contes pour buveurs attardés (1958). Les personnages homosexuels masculins occupent une place de premier plan dans plusieurs de ses écrits, par exemple dans les pièces La duchesse de Langeais (1970), Hosanna  (1973), Les anciennes odeurs (1981) ou La Maison suspendue (1990), dans les comédies musicales Demain matin, Montréal m'attend (1972) et Sainte Carmen de la Main (1976), ou avec le personnage d'Édouard qui traverse Les Chroniques du Plateau Mont-Royal, en particulier dans les romans Des nouvelles d'Édouard (1982) et La Duchesse et le Roturier (1984). Plusieurs de ses personnages cherchent à accepter leur orientation sexuelle dans une société québécoise en mutation. Il explore entre autres la différence entre tolérance et acceptation dans la pièce Fragments de mensonges inutiles (2009). Pour Michel Tremblay, aborder l'homosexualité comme écrivain est un besoin.

## Œuvres

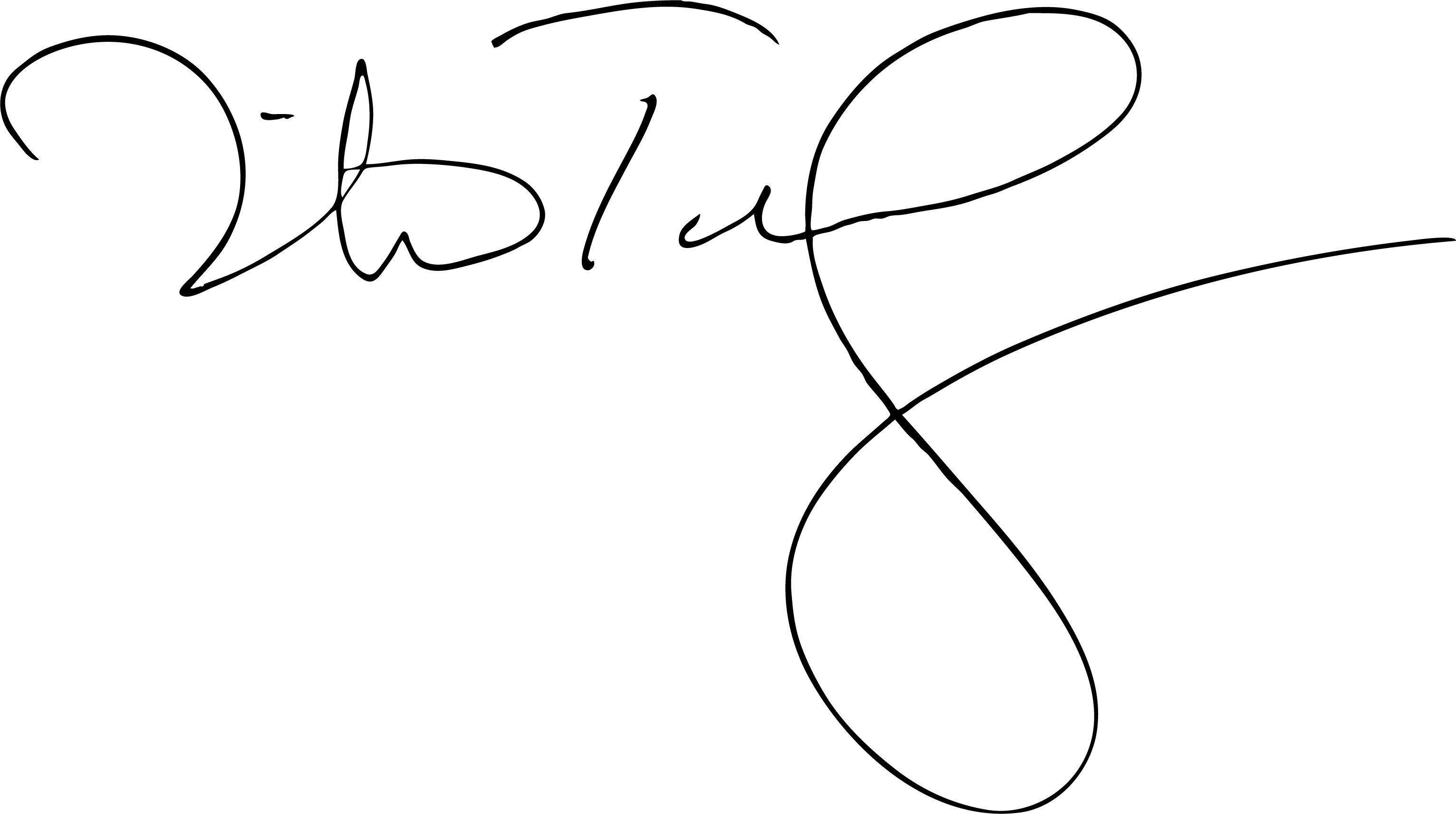
Autographe de Michel Tremblay.

### Romans, contes et récits
- Contes pour buveurs attardés (1966), incluant Le Fantôme de Don Carlos
- La Cité dans l'œuf (1969)
- C't'à ton tour, Laura Cadieux (1973)
- Chroniques du Plateau Mont-Royal, série de six romans :
  - La grosse femme d'à côté est enceinte (1978)
  - Thérèse et Pierrette à l'école des Saints-Anges (1980)
  - La Duchesse et le Roturier (1982)
  - Des nouvelles d'Édouard (1984)
  - Le Premier Quartier de la lune (1989)
  - Un objet de beauté (1997)
- Le Gay Savoir, série de six romans :
  - Le Cœur découvert (1986)
  - Le Cœur éclaté (1993)Publié en poche chez Babel  (ISBN 978-2-742-70576-4)
  - La Nuit des princes charmants (1995)
  - Quarante-quatre minutes, quarante-quatre secondes (1997)
  - Hôtel Bristol New York, N.Y. (1999)
  - Le Cœur en bandoulière (2019)
- Les Vues animées (1990)
- Douze coups de théâtre : récits (1992)
- Un ange cornu avec des ailes de tôle (1994)
- L'Homme qui entendait siffler une bouilloire (2001)
- Bonbons assortis (2002)
- Les Cahiers de Céline, série de trois romans :
  - Le Cahier noir (2003)
  - Le Cahier rouge (2004)
  - Le Cahier bleu (2005)
- Le Trou dans le mur (2006)
- La Diaspora des Desrosiers, série de neuf romans :
  - La Traversée du continent (2007)
  - La Traversée de la ville (2008)
  - La Traversée des sentiments (2009)
  - Le Passage obligé (2010)
  - La Grande Mêlée (2011)
  - Au hasard la chance (2012)
  - Les Clefs du Paradise (2013)
  - Survivre ! Survivre ! (2014)
  - La Traversée du malheur (2015)
- Conversations avec un enfant curieux (2016), 150 p.  (ISBN 978-2-7609-1293-9)
- Le Peintre d'aquarelles (2017)
- Vingt-trois secrets bien gardés (2018)
- Victoire ! (2020)
- Offrandes musicales (2021)
- La Shéhérazade des pauvres (2022)
- Les contes de Josaphat-le-Violon (2024) (Dessins de Marc Séguin)

### Théâtre
- Le Train (1964)
- Les Belles-sœurs (1968)
- En pièces détachées (téléthéâtre) (1970)
- À toi, pour toujours, ta Marie-Lou (1971)
- Trois petits tours (1971)
- Demain matin, Montréal m'attend (1972) – comédie musicale
- Hosanna (1973)
- La Duchesse de Langeais (1973)
- Bonjour, là, bonjour (1974)
- Les Héros de mon enfance (1976)
- Sainte Carmen de la Main (1976)
- Surprise ! Surprise ! (1976)
- Damnée Manon, sacrée Sandra (1977)
- L'Impromptu d'Outremont (1980)
- Les Anciennes Odeurs (1981)
- Albertine, en cinq temps (1984)
- Le Vrai Monde ? (1987)
- Nelligan (1990), comédie musicale
- La Maison suspendue (1990)
- Marcel poursuivi par les chiens (1992)
- En circuit fermé (1994)
- Messe solennelle pour une pleine lune d'été (1996)
- Encore une fois, si vous permettez (1998)
- L'État des lieux (2002)
- Le Passé antérieur (2003)
- L'Impératif présent (2003)
- Bonbons assortis (2006), adaptation théâtrale du roman homonyme
- Le Paradis à la fin de vos jours (2008)
- Fragments de mensonges inutiles (2009)
- L'Oratorio de Noël (2012)
- Enfant insignifiant ! (2017), adaptation théâtrale de Conversations avec un enfant curieux
- Coronavarius (2020), pièce radiophonique
- Cher Tchekhov (2022), adaptation théâtrale de Le Cœur en bandoulière

### Adaptations ou traductions pour le théâtre
- Lysistrata (d'après Aristophane), Leméac (1969), réédition 1994 (en collaboration de André Brassard)
- L'Effet des rayons gamma sur les vieux garçons (de Paul Zindel), Leméac (1970)
- Et mademoiselle Roberge boit un peu (de Paul Zindel), Leméac (1971)
- Mademoiselle Marguerite (de Roberto Athayde), Leméac (1975)
- Oncle Vania (d'Anton Tchekhov), Leméac (1983), en collaboration avec Kim Yaroshevskaya
- Le Gars de Québec (d'après la pièce Le Revizor de Nicolas Gogol), Leméac (1985)
- Six heures au plus tard (de Marc Perrier), Leméac (1986)
- Premières de classe (de Casey Kurtti), Leméac (1993)
- Les Leçons de Maria Callas (Master Class de Terrence McNally) (1996)
- Picasso au Lapin agile (de Steve Martin) (1997)
- Grace et Gloria (de Tom Ziegler) (1998)[27]
- Rien à voir avec les rossignols (de Tennessee Williams) (2000)
- Mambo italiano (de Steve Galluccio) (2000)
- Le Spot idéal (de John Gober) (2001)
- Visites à monsieur Green (de Jeff Baron) (2005)

### Scénarios

#### Au cinéma
- 1972 : Françoise Durocher, waitress, ONF, 29 min. ; scénario : Michel Tremblay ; réalisation : André Brassard
- 1974 : Il était une fois dans l'Est, Ciné/Art, Montréal, 100 min. ; scénario : André Brassard et Michel Tremblay ; dialogues : Michel Tremblay ; réalisation : André Brassard
- 1976 : Parlez-nous d'amour, Films 16, Montréal, 122 min. ; scénario : Michel Tremblay ; réalisation : Jean-Claude Lord
- 1977 : Le soleil se lève en retard, Films 16, Montréal, 111 min. ; scénario : Michel Tremblay ; réalisation : André Brassard
- 1998 : C't'à ton tour, Laura Cadieux, Montréal, 92 min. ; scénario : Michel Tremblay ; réalisation : Denise Filiatrault ; rôle-titre : Ginette Reno
- 2024 : Nos belles-soeurs,Montréal,105 min. ; scénario :Michel Tremblay ; réalisation : René Richard Cyr

#### À la télévision
- 1988 : Le Grand Jour, téléfilm, scénario : Michel Tremblay ; réalisation : Jean-Yves Laforce ; diffusion : Télévision de Radio-Canada
- 2003 : Le Cœur découvert, série télévisée en 13 épisodes de 48 minutes, scénario : Michel Tremblay ; diffusion : Télévision de Radio-Canada

## Adaptations au cinéma de ses œuvres par des tiers
- 1999 : Laura Cadieux... la suite, film québécois écrit et réalisé par Denise Filiatrault, suite du film C't'à ton tour, Laura Cadieux, dont sont ici repris les personnages
- 2004 : Geraldine's Fortune, film canadien réalisé par John N. Smith, adaptation de la pièce Les Belles-sœurs
- 2024 : Nos belles-soeurs, film québécois réalisé par René Richard Cyr, adaptation de la pièce Les Belles-sœurs [28]

## Fonds d'archives
Le fonds d'archives Michel Tremblay est conservé au centre d’archives de Montréal de Bibliothèque et Archives nationales du Québec.
Le fonds d'archives est aussi conservé à Bibliothèque et Archives Canada. 

## Son inspiration
Michel Tremblay s'inspire notamment de sa vie privée, y mêlant son imagination, par exemple :
- Dans La Traversée du continent, il raconte le voyage de sa mère mais avec des faux noms.
- Dans C't'à ton tour, Laura Cadieux, il parle d'une femme obèse, tout comme sa mère l'était.
- Dans sa toute première pièce, Le Train, il décrit la rencontre de deux personnages qui sont, en fait, un dédoublement de sa personnalité.

## Prix et honneurs
Liste non exhaustive
- 1970 : Prix du Gala Méritas, Les Belles-sœurs
- 1974 : Prix Victor-Morin
- 1981 : Prix Jean-Hamelin, Thérèse et Pierrette à l'école des Saint-Anges
- 1984 : Chevalier de l'Ordre des Arts et des Lettres de France
- 1984 : Prix Québec-Paris, La Duchesse et le Roturier et Des nouvelles d'Édouard
- 1984 : Finaliste au Prix du Gouverneur général 1984, Albertine, en cinq temps
- 1986 : Prix Chalmers (en) de la meilleure nouvelle pièce, Albertine, en cinq temps
- 1987 : Finaliste au Prix du Gouverneur général 1987, Le Vrai Monde ?
- 1988 : Prix Athanase-David
- 1989 : Prix Chalmers (en) de la meilleure nouvelle pièce, Le Vrai Monde ?
- 1989 : Grand prix du livre de Montréal, Le Premier Quartier de la lune
- 1991 : Prix Chalmers (en) de la meilleure nouvelle pièce, La Maison suspendue
- 1991 : Chevalier de l'Ordre national du Québec
- 1992 : Prix littéraires du Journal de Montréal, catégorie théâtre, Marcel poursuivi par les chiens
- 1995 : Prix des libraires du Québec, Un ange cornu avec des ailes de tôle
- 1995 : Grand prix des lectrices de Elle Québec, Un ange cornu avec des ailes de tôle
- 1999 : Finaliste au Prix du Gouverneur général 1999, Encore une fois, si vous permettez
- 2000 : Prix Chalmers (en) de la meilleure nouvelle pièce, Encore une fois, si vous permettez
- 2003 : Grand prix littéraire Archambault, Bonbons assortis
- 2004: Finaliste au Prix littéraire des collégiens, Le cahier noir[31]
- 2006 : Grand prix Metropolis bleu
- 2007 : Prix du grand public du Salon du livre de Montréal - La Presse, volet littérature, Le Trou dans le mur
- 2008 : Prix du grand public du Salon du livre de Montréal - La Presse, volet littérature, La Traversée du continent
- 2009 : Prix du grand public du Salon du livre de Montréal - La Presse, volet littérature, La Traversée de la ville
- 2012 : Médaille d'honneur de l'Assemblée nationale[32]
- 2015 : Grand officier de l'Ordre national du Québec
- 2015 : Ordre des arts et des lettres du Québec
- 2017 : Prix Prince-Pierre-de-Monaco
- 2017 : Prix Gilles-Corbeil
- 2018 : Grand prix de la francophonie de l'Académie française
- 2019 : Ordre des francophones d'Amérique